# Chiqui Mariscal
Isidoro «Chiqui» Mariscal fue un músico de rock español. Participó en grupos legendarios del rock español como Ñu y Leño.
Junto con José Carlos Molina y Rosendo Mercado tocaba en Fresa, un grupo de versiones que acabaría evolucionando y cambiando su nombre por el de Ñu. Cuando Rosendo abandona Ñu para formar Leño en principio Chiqui se va con él, pero abandonaría Leño tras la grabación del primer disco homónimo del grupo. Este hecho está reflejado en la portada del álbum.
Volvió a Ñu momentáneamente, apareciendo en los álbumes Fuego de 1983, y el directo No hay ningún loco de 1986; también tocó con Rosendo en el disco Fuera de lugar de 1986. Acabó dejando la música en activo y fundando una escuela de música.
La mañana del 16 de enero de 2008, su cuerpo sin vida fue encontrado por la policía en su casa de Madrid tras haberse suicidado.